# Reuteroscopus ornatus
Reuteroscopus ornatus är en insektsart som först beskrevs av Reuter 1876.  Reuteroscopus ornatus ingår i släktet Reuteroscopus och familjen ängsskinnbaggar. Inga underarter finns listade i Catalogue of Life.